# Estany de Palau de Baix
L'Estany de Palau de Baix ocupa una superfície d'unes 87 hectàrees del municipi de Castelló d'Empúries.
Aquest espai de la Reserva natural integral de "Els Estanys" està format pel mateix estany de Palau de Baix i les closes localitzades al sud i nord-oest de l'estany. Forma una unitat amb l'Estany d'Aiguaclara, fins a arribar a l'Estany de Vilaüt.
Les entrades d'aigua salobre es produïen per l'obertura al mar del rec Madral i el rec del Mig. Aquest darrer actualment
està controlat per l'acció d'una comporta basculant.
És una de les zones on es troba un dels canyissars de major extensió i més ben constituïts de la Reserva. A part del canyís (Phragmites australis), a la zona hi creixen espècies com les bogues (Typha), l'espargani comú
(Sparganium erectum), el lliri groc (Iris pseudacorus), la rubiàcia Galium palustre, o el plantatge d'aigua (Alisma plantago-aquatica).
Pel que fa a la fauna, la gran extensió del canyissar el converteix en un lloc òptim per a la nidificació i hivernada d'ocells.
Cal esmentar, molt especialment, la presència del bitó (Botaurus stellaris) com a nidificant.
Aquest espai es veu afectat, si bé lleugerament, per la intrusió d'aigua marina a través de l'anomenat Riu Grau. És gestionat des del Parc Natural dels Aiguamolls de l'Empordà, que ha localitzat sobre l'espai diferents rètols i itineraris de
visita.
L'espai es troba protegit a diferents nivells. Forma part del Parc Natural dels Aiguamolls de l'Empordà i s'inclou també dins l'espai del PEIN i la Xarxa Natura 2000 ES0000019 "Aiguamolls de l'Empordà".A més presenta una quarta figura de protecció, la Reserva natural integral de "Els Estanys".